# Amadou Koné (Fußballspieler, Mai 2005)
Amadou Koné (* 14. Mai 2005 in Bamako) ist ein ivorisch-malischer Fußballspieler, der aktuell bei Stade Reims in der Ligue 1 spielt.

## Karriere

### Verein
Koné begann seine fußballerische Ausbildung bei Afrique Football Élite in seiner Geburtsstadt Bamako. Dort wurde er 2023 zum besten Spieler beim afrikanischen U18-Juniorenpokal gekürt. Im Sommer 2023 wechselte er zu Stade Reims in die Ligue 1. Am 22. Oktober 2023 (9. Spieltag) debütierte er nach zahlreichen Reserveeinsätzen und Juniorenspielen gegen den FC Toulouse in der Ligue 1 für die Profimannschaft. Insgesamt spielte er in der Saison 2023/24 16 Mal für die erste Mannschaft in Frankreichs höchster Spielklasse und zweimal im Pokal.

### Nationalmannschaft
Koné spielt seit März 2024 für das ivorische U23-Team.